# Pritchardia viscosa
Pritchardia viscosa es una especie de palmera extremadamente rara que es un endemismo de Las Islas Hawaii en Kauai.
Se encuentra en los bosques húmedos en el Valle Kalihiwai, donde crece en altitudes de 500-700 m. Plantas asociadas incluyen Ilex anomala, spp.  de Bobea, Antidesma, Cibotium glaucum), y Psychotria hexandra.

## Descripción
Es una palmera de tamaño medio que alcanza un tamaño de 6-8 m  de alto, con hojas (en forma de abanico) de aproximadamente 1 m de largo. El fruto se produce en racimos densos y verdes cada fruta en forma de pera, de 4 cm de largo y 2,5 cm de diámetro.
Al igual que la relacionada Pritchardia remota, es susceptible a la extinción por un único evento catastrófico debido a su población silvestre de solo cuatro individuos. Está amenazada por la introducción de ratas, que se comen las semillas. Se ha cultivado en un grado moderado, pero es excepcionalmente limitada en su hábitat.

## Taxonomía
Pritchardia viscosa fue descrita por  Joseph Rock y publicado en Memoirs of the Bernice Pauahi Bishop Museum.... 8: 66. 1921.
Etimología
Ver: Pritchardia
viscosa: epíteto latino que significa "pegajosa".